# Đặng Thị Ngọc Thịnh
Đặng Thị Ngọc Thịnh  (Quảng Nam, 25 de diciembre de 1959) es una política vietnamita que ejerció como presidenta interina de Vietnam tras la muerte de Trần Đại Quang.
Đặng Thị Ngọc Thịnh se convirtió en miembro del Partido Comunista de Vietnam el 19 de noviembre de 1979. Fungió como vicepresidenta de Vietnam desde el 8 de abril de 2016 hasta 2018. Fue elegida vicepresidenta de Vietnam después de ganar el 91,09% de los votos (450 votos) en la Asamblea Nacional, convirtiéndose en la primera mujer en la historia vietnamita en ser elegida para el cargo del Vicepresidente de Vietnam. Ella fue miembro de las Asambleas Nacionales 11 y 13.
Tras la muerte de Quang, se convirtió en la primera mujer en la historia vietnamita en convertirse en presidenta de Vietnam. Ella es la primera mujer jefa de estado de un país comunista desde Soong Ching-ling de China.